# Alfonso Petrucci

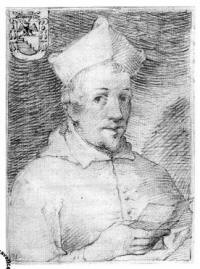
Alfonso Petrucci

Alfonso Petrucci (Siena, 1491 – Rome, 16 juli 1517) was een Italiaans kardinaal die de doodstraf kreeg, omdat hij aangezet had tot een moordaanslag op paus Leo X.

## Biografie
Alfonso was de zoon van Pandolfo Petrucci, heer van Siena, en Aurelia Borghese. Op 1 oktober 1510, slechts 19 jaar oud, werd hij gekozen tot bisschop van Sovana, waarvoor door paus Julius II dispensatie werd verleend. Hij zou deze functie tot 27 juli 1513 aanhouden.
Tijdens het consistorie van 10 maart 1511 werd Alfonso door Julius II verheven tot kardinaal, waarbij hem de titelkerk San Teodoro in Rome werd toegewezen.
Na de dood van Alfonso’s vader ontstond er een conflict over de opvolging. Hoewel Alfonso’s broer Borghese de meeste rechten had, was het door toedoen van paus Leo X dat een neef van de familie, Rafaello, werd aangesteld als bestuurder van de stad Siena. Deze inmenging in familieaangelegenheden vielen bij Alfonso verkeerd en riep bij hem wraakgevoelens op. Hij vatte het plan op om paus Leo X te laten vermoorden. Hierover schreef hij enkele brieven aan zijn privésecretaris. De correspondentie werd onderschept, waarop de ophanging van de secretaris volgde en de arrestatie van Alfonso.
Uit onderzoek bleek, dat Alfonso van plan was geweest de paus door vergiftiging om het leven te laten brengen. Een door Alfonso ingehuurde arts zou de aan een fistel lijdende paus bij een behandeling het vergif hebben moeten toedienen. Leo X stelde echter geen vertrouwen in een in zijn ogen vreemde arts en daardoor vond de behandeling nooit plaats. Uit het onderzoek kwam ook naar voren, dat er nog andere kardinalen betrokken zouden zijn bij het complot: Bandinello Sauli en Raffaele Sansoni Riario.
Aanvankelijk volgde er geen bekentenissen. Toen echter paus Leo X dreigde de namen te onthullen van twee andere verdachte kardinalen (en dat uiteindelijk ook deed) volgden toch de bekentenissen. Alfonso werd tijdens het consistorie van 22 juni 1517 zijn kardinaalstitel afgenomen alsook al zijn beneficiën. Na een kort proces werd hij ter dood veroordeeld.
Op 16 juli 1517 werd Alfonso Petrucci gewurgd in de Engelenburcht, waar hij ook begraven werd.